# Titillator
Titillator (łac. titillator, l.mn. titillatores, także: caudoepiphallus, spina penis) – zesklerotyzowana struktura w odsiebnej części edeagusa samców niektórych owadów.
Titillatory zwykle mają kształt kolcowaty, ale mogą też przybierać inne kształty lub mieć postać płytek. Znajdują się w odsiebnej (wierzchołkowej) części edeagusa. Spotykane są m.in. u jętek, prostoskrzydłych, pluskwiaków, chrząszczy i chruścików.
Dawniej błędnie titillatorami nazywano wyrostki falloteki pluskwiaków różnoskrzydłych, a także specillum, styliki i płytki analne widelnic.